# Aéroport de Rennes-Bretagne
L'aéroport de Rennes-Bretagne (code IATA : RNS • code OACI : LFRN), communément appelé « aéroport de Rennes Saint-Jacques », est un aéroport international français situé sur la commune de Saint-Jacques-de-la-Lande, au sud-ouest de Rennes.
L'aéroport de Rennes-Bretagne, comme celui de Dinard-Pleurtuit-Saint-Malo, est la propriété du Conseil régional de Bretagne. Il est actuellement géré par la Chambre de commerce et d'industrie de Rennes et Vinci Airports.
Cet aéroport est ouvert au trafic national et international commercial, régulier ou non, aux avions privés, aux IFR et aux VFR.
En 2019, l'aéroport Rennes Bretagne est le 14e aéroport de France métropolitaine (hors Corse et région parisienne) en nombre de passagers transportés avec 851 976 voyageurs. L'année 2018 a constitué un record historique avec une croissance de 18,3 %. Il est aussi le 9e aéroport régional quant au fret (hors Paris) avec 10 196 tonnes de marchandises transportées en 2017.

## Histoire
Le besoin d'un aéroport local est pressenti au milieu des années 1920. Fin 1931 commencent les travaux d'aménagement d'un aéroport d'une surface de 38 ha, à Saint-Jacques-de-la-Lande, au sud-ouest de Rennes, sur des terrains achetés par la Chambre de commerce et d'industrie de Rennes.
Auparavant les quelques avions passant par Rennes se posaient au nord-est de la ville, à l'hippodrome des Gayeulles aujourd'hui transformé en parc urbain.
L'inauguration a lieu le 28 juillet 1933 en présence du ministre de l'Air, Pierre Cot et dure trois jours. L'emprise de l'aéroport est largement étendue par les Allemands pendant la Seconde Guerre mondiale au cours de laquelle les installations militaires sont bombardées. En août 1944, le premier aéroport allié hors de Normandie est ouvert à Rennes, peu de temps après la libération de la ville. Après guerre, l'Armée de l'air s'y installe quelques années en formant la Base aérienne 271 Rennes Saint Jacques. Elle y utilise entre autres des North American T-28 Trojan, des hélicoptères Vertol H-21 « banane volante » et Alouette II y sont également stationnés à leur retour de la Guerre d'Algérie jusque vers 1970.
Une nouvelle aérogare est inaugurée en 1953, côté bourg de Saint-Jacques-de-la-Lande ; le trafic commercial concerne d'abord des escales techniques de vols Dublin-Lourdes de la compagnie Aer Lingus, puis des vols réguliers Dublin-Jersey-Rennes l'été et, à partir de 1961, une liaison postale nocturne avec Paris.
La gestion de l'aéroport est concédée à la Chambre de commerce et de l'industrie par l'État en décembre 1963, avec l'aviation civile et commerciale comme affectataire principal et l'armée comme affectataire secondaire. Il faut attendre avril 1966 pour la mise en service d'une ligne régulière intérieure Rennes-Orly et 1973 pour la construction d'une nouvelle aérogare passagers sur le site de l'actuelle.
À partir de 1973, des lignes avec Lyon, puis avec d'autres villes sont mises en place à l'initiative de la chambre de commerce et d'industrie avec les soutiens financiers de la DATAR, de la région Bretagne, du Conseil général d'Ille-et-Vilaine et de la ville de Rennes. En 1990, le trafic de passagers atteint 200 000 et dépasse le chiffre de 530 000 en 2007.
Actuellement, l'Aviation légère de l'Armée de terre (ALAT) utilise les installations militaires, avec des avions Reims-Cessna F406 et des mono-turbopropulseurs de liaison Socata TBM-700.
Conséquence de l'abandon, annoncé le 17 janvier 2018, du projet d'aéroport du Grand Ouest (dit aussi de Notre-Dame-des-Landes), le gouvernement envisage non seulement la modernisation de l'aéroport de Nantes-Atlantique, mais aussi le développement de celui de Rennes.

## Situation
| \| 20 km1:801 000 \| Dinan Lannion Saint-Brieuc Ouessant Brest Morlaix Quimper Belle-Île Guiscriff - Scaër Ploërmel Pontivy Quiberon Lorient Vannes Redon Rennes Saint-Malo-Dinard BAN Lanvéoc-Poulmic BAN Landivisiau |
| 20 km1:801 000 |

## Infrastructures

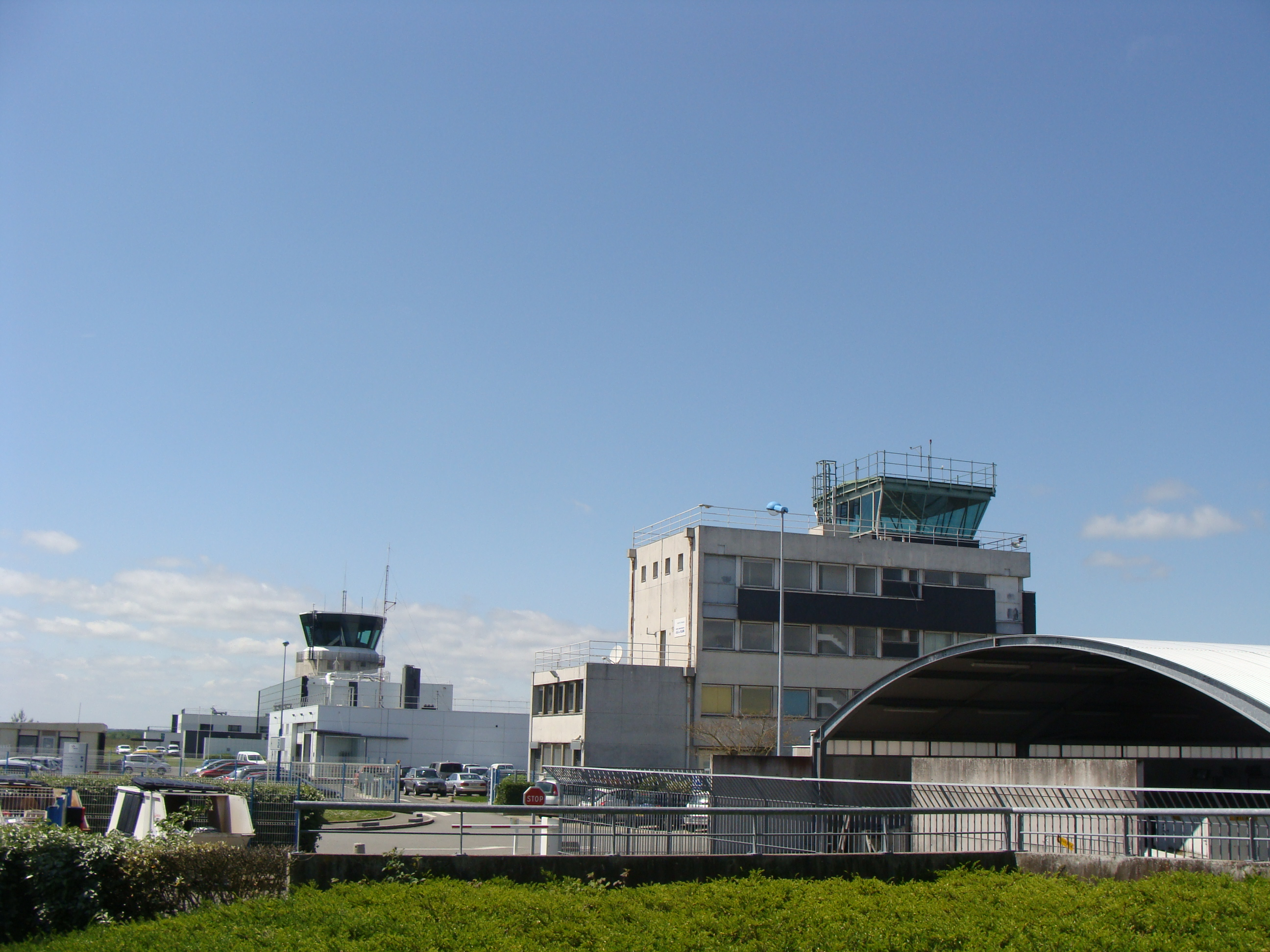
Aéroport Rennes Bretagne.

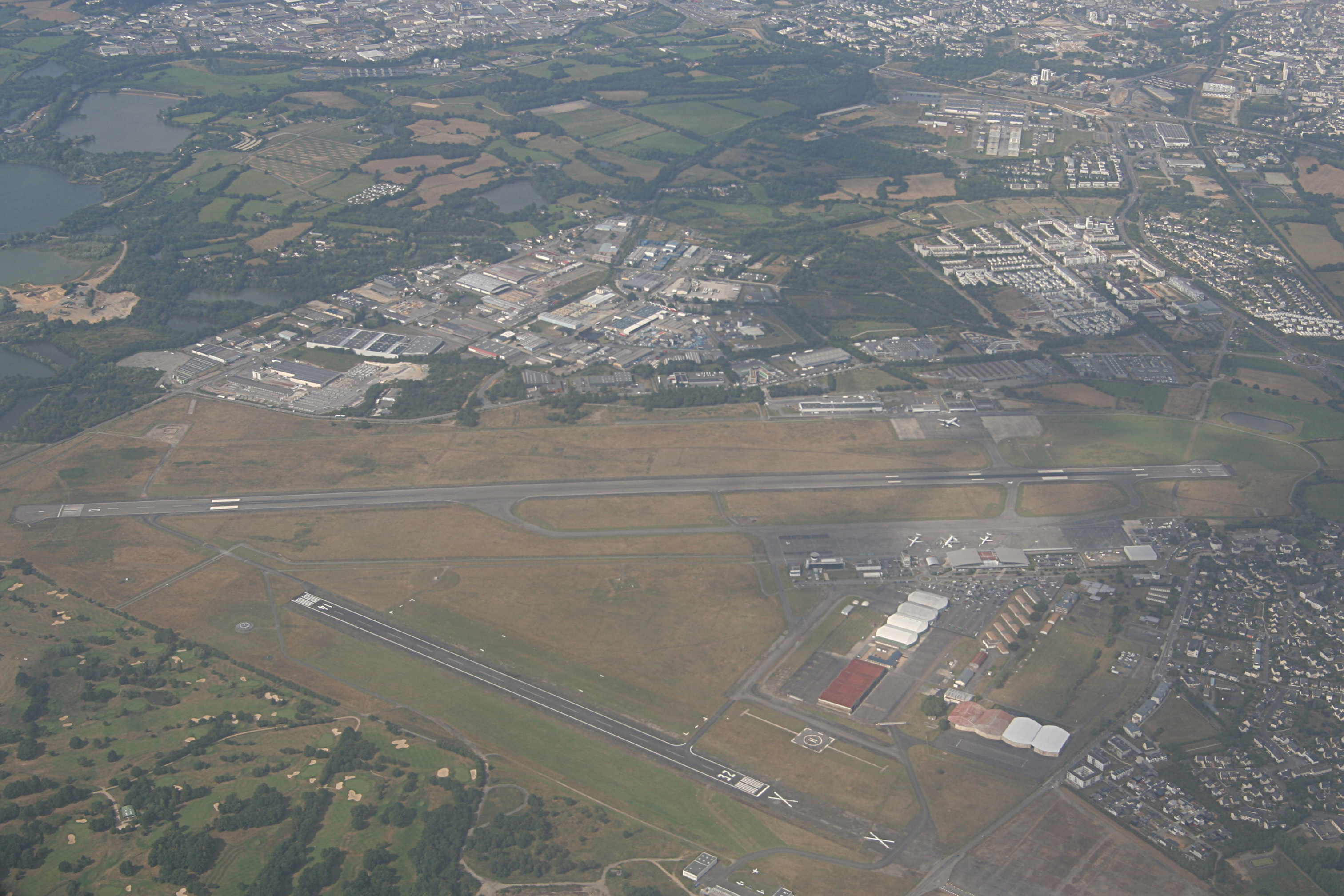
Vue aérienne de l'aéroport.

L'aérogare moderne est équipée d'installations permettant un accès aisé aux personnes à mobilité réduite. La capacité annuelle de traitement est estimée à près de 800 000 passagers. La structure dispose de 12 banques d'enregistrement et de 5 portes d'embarquement. L'aéroport est en mesure de recevoir des avions d'une capacité de 190 passagers.
D'importants travaux de rénovation ont été réalisés en 2014 afin de moderniser l'aérogare (du hall d'accueil principal à la salle d'embarquement) et offrir plus de confort aux passagers avec notamment une nouvelle boutique de presse et souvenirs qui propose un service bar et restauration.
L'aérogare de fret permet de traiter des avions plus gros tels que des Boeing 767 ou Illiouchine 76.
L'aéroport dispose de 2 pistes en enrobé : 28/10 (2 100 m) et 32L/14R (850 m). La première peut accueillir des avions jusqu'à 180 passagers environ, elle est destinée aux vols moyen-courrier tandis que la seconde est destinée à l'aviation légère et de loisirs.
Durant le mois de mars 2020, d'importants travaux de rénovation et de sécurisation sont engagés sur la principale piste de l'aéroport. Le chantier ajoute une aire de retournement au seuil de piste 28 et rénove l'éclairage de piste.  Les travaux sont interrompus le 16 mars 2020 par le confinement mis en place par le gouvernement pour lutter contre la pandémie de Covid-19. Ils reprennent le 9 avril 2020 avec des mesures sanitaires renforcées, malgré la prolongation de la période de confinement, pour se terminer en mai,.
En novembre 2024, des travaux ont été effectués sur le taxiway Golf, voie de circulation entre les installations de l'ALAT et de l'aéroclub et la piste 14/32. Ils ont consisté à ajouter une aire de croisement pour les avions de code A/B ainsi qu'un renouvellement de l'enrobé.

## Propriété et gestion
Propriété du Conseil régional de Bretagne, l'aéroport Rennes Bretagne est géré par la Chambre de commerce et d'industrie de Rennes et Vinci Airports dans le cadre d'une délégation de service public pour 15 ans.

## Principaux opérateurs
Les appareils exploités pour desservir Rennes sont de taille moyenne ; de l'Embraer 145 vers Bruxelles à l'A320 pour Barcelone, Madrid ou Lyon, jusqu'au petit Beechcraft 1900 vers Bordeaux, en passant par le CRJ700, le CRJ1000 ou le B737.
En 2016, l'aéroport Rennes Bretagne est relié à 11 villes l'hiver : Barcelone, Southampton, Paris (CDG), Marseille, Nice, Bordeaux, Toulouse, Lyon, Madrid et Amsterdam. L'aéroport n'est plus relié à Londres depuis 2020, à la suite de la disparition de la compagnie FlyBe On observe plus de 30 mouvements commerciaux par jour pour les passagers et plus de 12 mouvements de fret en semaine.
En été, les mêmes destinations sont desservies auxquelles s'ajoutent de nombreux vols saisonniers parmi lesquelles Ajaccio, Bastia, Figari, Palma de Majorque, Exeter, Manchester, Cork, Dublin. De nouvelles liaisons directes voient le jour en 2016 : Amsterdam (Air France), Madrid (Iberia Express), Nice et Marseille (Volotea), ou encore Fuerteventura (TUIfly). En 2017, des lignes vers Corfou (TUI) et Málaga (TUI) sont ouvertes en offre séjours.
Le 5 octobre 2017, la compagnie Hop! annonce le lancement d'une nouvelle ligne saisonnière entre Rennes et Strasbourg. Les vols directs sont assurés par des avions de 70 à 100 sièges le lundi, mercredi, vendredi et dimanche toute l'année. 2018 marque également l'arrivée de la compagnie EasyJet avec des premiers vols vers Lyon-Saint-Exupéry (4 vols par semaine dès le 26 mars 2018 et 5 vols hebdomadaires à partir du 04 avril 2019). D'avril à septembre 2018, la compagnie aérienne TUI propose des vols hebdomadaires vers Palerme.
Le 11 juin 2018, Hop! a annoncé l'ouverture d'une nouvelle ligne vers Bruxelles-National. Les vols seront assurés six fois par semaine en Embraer 145 de 50 sièges. En 2018, on observe plus de 40 mouvements commerciaux par jour pour les passagers.
Le 9 août 2018, la compagnie EasyJet annonce l'ouverture d'une seconde ligne à Rennes. Elle desservira Genève-Cointrin dès le 29 octobre 2018 à raison de 3 vols par semaine (en A319 ou A320).
Le 13 décembre 2018, EasyJet triple la mise en annonçant la desserte de Nice-Côte d'Azur dès le 31 mars 2019, à raison de 3 vols par semaine.
Le 30 octobre 2019, Lufthansa annonce la desserte de Francfort dès le 31 mars 2020, à raison de 3 vols hebdomadaires. Cette liaison s'inscrit comme la première ligne aérienne vers l'Allemagne depuis la région Bretagne. Lufthansa ferme néanmoins la ligne à l'automne 2024.
Fin novembre 2024, EasyJet annonce l'ouverture d'une ligne vers Manchester à partir du 25 juin 2025.

## Compagnies aériennes et destinations
| Compagnies       | Destinations                                                                                             |
| ---------------- | --- |
| Aer Lingus       | En saison: Dublin                                                                                        |
| Air France       | Lyon-Saint-Exupéry, Paris-Charles de Gaulle                                                              |
| easyJet          | Genève-Cointrin, (débute le 31 octobre 2025) Londres-Gatwick, Nice-Côte d'Azur En saison: Manchester     |
| Finistair        | En saison: Belle-Île                                                                                     |
| KLM              | Amsterdam                                                                                                |
| Transavia France | Agadir-Al Massira (débute le 22 octobre 2025), Marrakech-Ménara                                          |
| Twin Jet         | Toulouse-Blagnac                                                                                         |
| Volotea          | Marseille-Provence, Toulouse-Blagnac (débute le 1er septembre 2025) En saison : Montpellier-Méditerranée |

Actualisé le 18/05/2025

### Transport de fret
L'aéroport de Rennes-Bretagne affiche une progression stable quant au trafic fret. Les opérateurs de fret express ont une activité quotidienne 5 jours sur 7. Des vols cargos ponctuels s'ajoutent à cette activité.
Depuis la création de la plateforme, l'aéroport de Rennes-Bretagne a accueilli un très grand nombre d'avions cargos, du Saab 340 au Boeing 767 en passant par des Antonov An-12 et An-26, Airbus A300, Boeing 757 ou McDonnell Douglas MD-11. La plateforme fret peut accueillir des avions allant du Metro III au Boeing 767 et Airbus A320.

## Accès
L'aéroport est desservi par la gare de Saint-Jacques-de-la-Lande, située à près d'un kilomètre.
L'aéroport Rennes Bretagne n'a pendant longtemps pas bénéficié d'un accès direct en transport en commun : l'arrêt de bus le plus proche, Aire Libre Aéroport alors desservi par la ligne 57 du STAR, était situé à 460 m de l'entrée de l'aérogare.
En octobre 2017, un projet d'amélioration de la desserte par la création d'un nouvel arrêt desservi par un prolongement de la ligne de bus C6 est annoncé ; ce projet est, selon Rennes Métropole, une priorité renforcée par l'abandon du projet d'aéroport du Grand Ouest.
Cette nouvelle desserte est mise en place le 23 avril 2019, le terminus de la ligne C6 est situé juste devant l'entrée de l'aérogare, permettant la desserte de l'aéroport depuis le centre-ville ; l'arrêt Aire Libre Aéroport est alors renommé en Aire Libre et est desservi par les lignes C6 et 57.

## Trafic
L'aéroport Rennes Bretagne est le deuxième de la région Bretagne quant au trafic, derrière l'aéroport de Brest-Bretagne (1 236 121 de passagers en 2019) et devant l'aéroport de Lorient-Bretagne-Sud (102 615 passagers en 2019).
Pour 2016, le cap des 600 000 passagers a été atteint le 9 décembre. En 2018, ce cap était franchit dès le 10 septembre.
Le graphique qui aurait dû être présenté ici ne peut pas être affiché car il utilise l'ancienne extension Graph, désactivée pour des questions de sécurité. Des indications pour créer un nouveau graphique avec la nouvelle extension Chart sont disponibles ici.

Voir la requête brute et les sources sur Wikidata.
| Évolution du trafic passagers [passagers] | Évolution du trafic passagers [passagers] | Évolution du trafic passagers [passagers] | Évolution du trafic passagers [passagers] | Évolution du trafic passagers [passagers] | Évolution du trafic passagers [passagers] | Évolution du trafic fret avionné [tonnes] | Évolution du trafic fret avionné [tonnes] |
| Année                                     | National                                  | International                             | Transit                                   | Total                                     | Évolution                                 | Total                                     | Évolution                                 |
| ----------------------------------------- | ----------------------------------------- | ----------------------------------------- | ----------------------------------------- | ----------------------------------------- | ----------------------------------------- | ----------------------------------------- | ----------------------------------------- |
| 2024                                      | 358 959                                   | 153 040                                   | 0                                         | 511 999                                   | ▼ −13,94 %                                | 10 113                                    | ▲ +2,75 %                                 |
| 2023                                      | 397 842                                   | 197 112                                   | 0                                         | 594 954                                   | ▼ −7,51 %                                 | 9 842                                     | ▲ +3,09 %                                 |
| 2022                                      | 486 822                                   | 156 409                                   | 0                                         | 643 231                                   | + 63 %                                    | 9 547                                     | -20,6 %                                   |
| 2021                                      | 355 832                                   | 38 294                                    | 438                                       | 394 564                                   | + 53,8 %                                  | 12 025                                    | + 68,6 %                                  |
| 2020                                      | 216 911                                   | 39 350                                    | 271                                       | 256 532                                   | - 69,9 %                                  | 7 132                                     | -14 %                                     |
| 2019                                      | 606 650                                   | 242 015                                   | 3 311                                     | 851 976                                   | - 0,6 %                                   | 8 629                                     | -1.4 %                                    |
| 2018                                      | 575 032                                   | 272 090                                   | 9 669                                     | 856 791                                   | + 18,2 %                                  | 8 754                                     | - 17,7 %                                  |
| 2017                                      | 443 766                                   | 277 065                                   | 3735                                      | 724 566                                   | + 13,1 %                                  | 10 632                                    | + 3,6 %                                   |
| 2016                                      | 422 514                                   | 217 561                                   | 693                                       | 640 768                                   | + 18,8 %                                  | 11 043                                    | + 3,6 %                                   |
| 2015                                      | 390 141                                   | 147 691                                   | 1 399                                     | 539 231                                   | + 7,6 %                                   | 10 276                                    | + 3,6 %                                   |
| 2014                                      | 373 708                                   | 126 675                                   | 757                                       | 501 140                                   | + 4,4 %                                   | 10 934                                    | + 11,9 %                                  |
| 2013                                      | 402 998                                   | 73 134                                    | 4 105                                     | 480 237                                   | + 6,0 %                                   | 12 094                                    | + 22,7 %                                  |
| 2012                                      | 396 630                                   | 51 983                                    | 4 508                                     | 453 121                                   | + 4,7 %                                   | 13 449                                    | + 1,0 %                                   |
| 2011                                      | 375 918                                   | 56 309                                    | 704                                       | 432 931                                   | + 5,4 %                                   | 13 507                                    | - 2,2 %                                   |
| 2010                                      | 343 040                                   | 65 208                                    | 2 652                                     | 410 900                                   | - 4,6 %                                   | 11 178                                    | + 14,1 %                                  |
| 2009                                      | 350 976                                   | 75 033                                    | 4 788                                     | 430 797                                   | - 13,2 %                                  | 11 051                                    | - 0,6 %                                   |
| 2008                                      | 396 566                                   | 92 924                                    | 6 645                                     | 496 135                                   | - 7,2 %                                   | 14 534                                    | - 11,1 %                                  |
| 2007                                      | 455 636                                   | 73 278                                    | 5 949                                     | 534 863                                   | + 15,3 %                                  | 12 542                                    | - 9,6 %                                   |
| 2006                                      | 421 765                                   | 41 392                                    | 613                                       | 463 770                                   | + 14,4 %                                  | 11 415                                    | + 5,4 %                                   |
| 2005                                      | 377 897                                   | 26 464                                    | 1 103                                     | 405 464                                   | + 7,9 %                                   | 12 250                                    | + 10,0 %                                  |
| 2004                                      | 368 604                                   | 6 814                                     | 516                                       | 375 934                                   | - 0,7 %                                   | 12 620                                    | - 0,8 %                                   |
| 2003                                      | 374 680                                   | 2 967                                     | 1 052                                     | 378 699                                   | + 0,6 %                                   | 8 494                                     | + 0,0 %                                   |
| 2002                                      | 373 010                                   | 2 585                                     | 857                                       | 376 452                                   | - 5,7 %                                   | 8 252                                     | + 18,1 %                                  |
| 2001                                      | 396 498                                   | 1 892                                     | 983                                       | 399 373                                   | - 5,3 %                                   | 8 366                                     | - 13,4 %                                  |
| 2000                                      | 418 737                                   | 2 606                                     | 237                                       | 421 580                                   | + 9,6 %                                   | 5 634                                     | + 27,4 %                                  |
| 1999                                      | 355 802                                   | 21 883                                    | 7 031                                     | 384 716                                   | + 9,5 %                                   | 4 060                                     | + 27,4 %                                  |
| 1998                                      | 302 089                                   | 32 067                                    | 9 956                                     | 344 112                                   | + 14,9 %                                  | 1 457                                     | + 27,4 %                                  |
| 1997                                      | 266 584                                   | 28 444                                    | 4 478                                     | 299 506                                   | -                                         |                                           | -                                         |